# Sõmeru (Kiili)
Sõmeru – wieś w Estonii, w prowincji Harju, w gminie Kiili.